# تجربه داری؟
تجربه داری؟ (به انگلیسی: Are You Experienced) نخستین آلبوم گروه راک جیمی هندریکس اکسپرینس است. این آلبوم پرآهنگ که در سال ۱۹۶۷ منتشر شد، از همان ابتدا به موفقیت تجاری دست یافت و نظر منتقدان را هم به خود جلب کرد. همواره از این آلبوم به عنوان یکی از بهترین آلبوم‌های آغازبه‌کار در سرتاسر تاریخ موسیقی راک نام برده می‌شود.
همهٔ ترانه‌ها توسط جیمی هندریکس نوشته شده‌است.
| طرف اول | طرف اول              | طرف اول |
| شماره   | نام                  | مدت     |
| ------- | -------------------- | ------- |
| ۱.      | «بانوی هوس‌انگیز»     | ۳:۲۲    |
| ۲.      | «روان‌شیدایی»         | ۳:۴۶    |
| ۳.      | «خانه قرمزرنگ»       | ۳:۵۳    |
| ۴.      | «می‌توانی مرا ببینی؟» | ۲:۳۵    |
| ۵.      | «عشق یا سرگشتگی»     | ۳:۱۷    |
| ۶.      | «امروز زنده نمی‌مانم» | ۳:۵۸    |

| طرف دوم | طرف دوم               | طرف دوم |
| شماره   | نام                   | مدت     |
| ------- | --------------------- | ------- |
| ۷.      | «می‌تواند عشق باشد»    | ۳:۱۴    |
| ۸.      | «آتش»                 | ۲:۴۷    |
| ۹.      | «سومین سنگ از خورشید» | ۶:۵۰    |
| ۱۰.     | «به یاد بیاور»        | ۲:۵۳    |
| ۱۱.     | «تجربه داری؟»         | ۴:۱۷    |